# Sheridan (Arkansas)
Sheridan – miasto w Stanach Zjednoczonych, w stanie Arkansas, siedziba administracyjna hrabstwa Grant.